# Малая Армения
Ма́лая Арме́ния (арм. Փոքր Հայք,  Αρμενία Μικρα, лат. Armenia Minor) — историческая область в верховьях Евфрата, Лика (ныне — Келькит) и Галиса. Существует также предположение что Малая Армения была древнейшим центром армянской культуры.
В начале VI века до н.э. территория Малой Армении принадлежала армянскому государству Оронтидов (Ервандаканов), а с кон. VI века до н.э. в составе армянского царства находилась под властью государства Ахеменидов. Потом же была завоёвана Александром Македонским, но после смерти Александра с 322 года до н. э. стала самостоятельным царством со столицей в Ани-Камахе. Во II веке до н. э. царь Малой Армении Антипатр, не имевший сыновей, завещал свой трон Митридату VI, ранее бежавшему в Малую Армению от своих царственных родственников. Став царем Малой Армении, Митридат низвергает своих родственников в Понте и занимает престол этой страны. Последний построил в Малой Армении семьдесят пять укреплённых замков. После смерти Митридата территория Малой Армении перешла к различным римским правителям, менялись её административные границы. Римский император Калигула восстановил зависимое от Рима царство Малая Армения в 39 году н. э., император Веспасиан в 71 г. н. э. упразднил царство Малая Армения и включил в состав провинции Каппадокия. В конце III века Диоклетиан выделил её в самостоятельную провинцию, Феодосий разделил Малую Армению на 2 провинции.

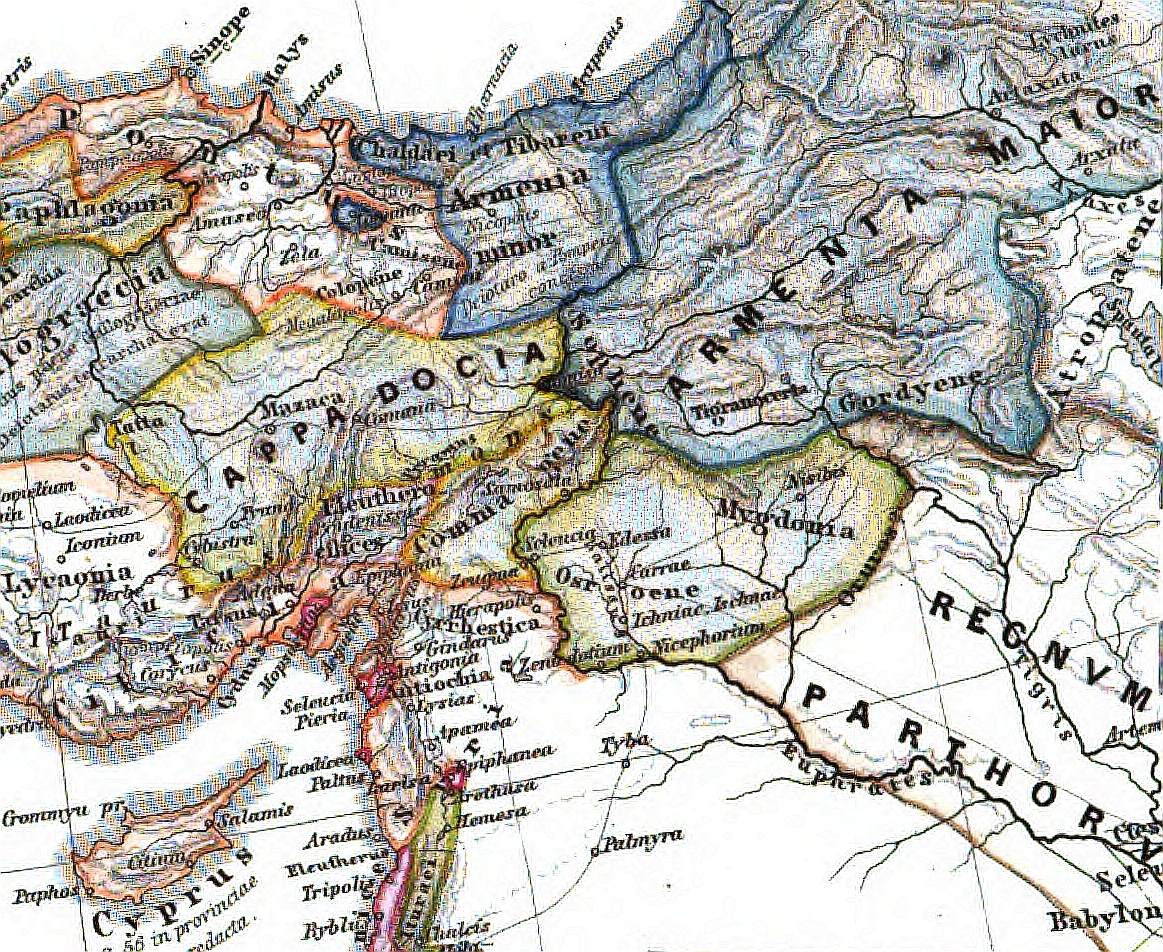
Великая и Малая Армения на карте 1865 года
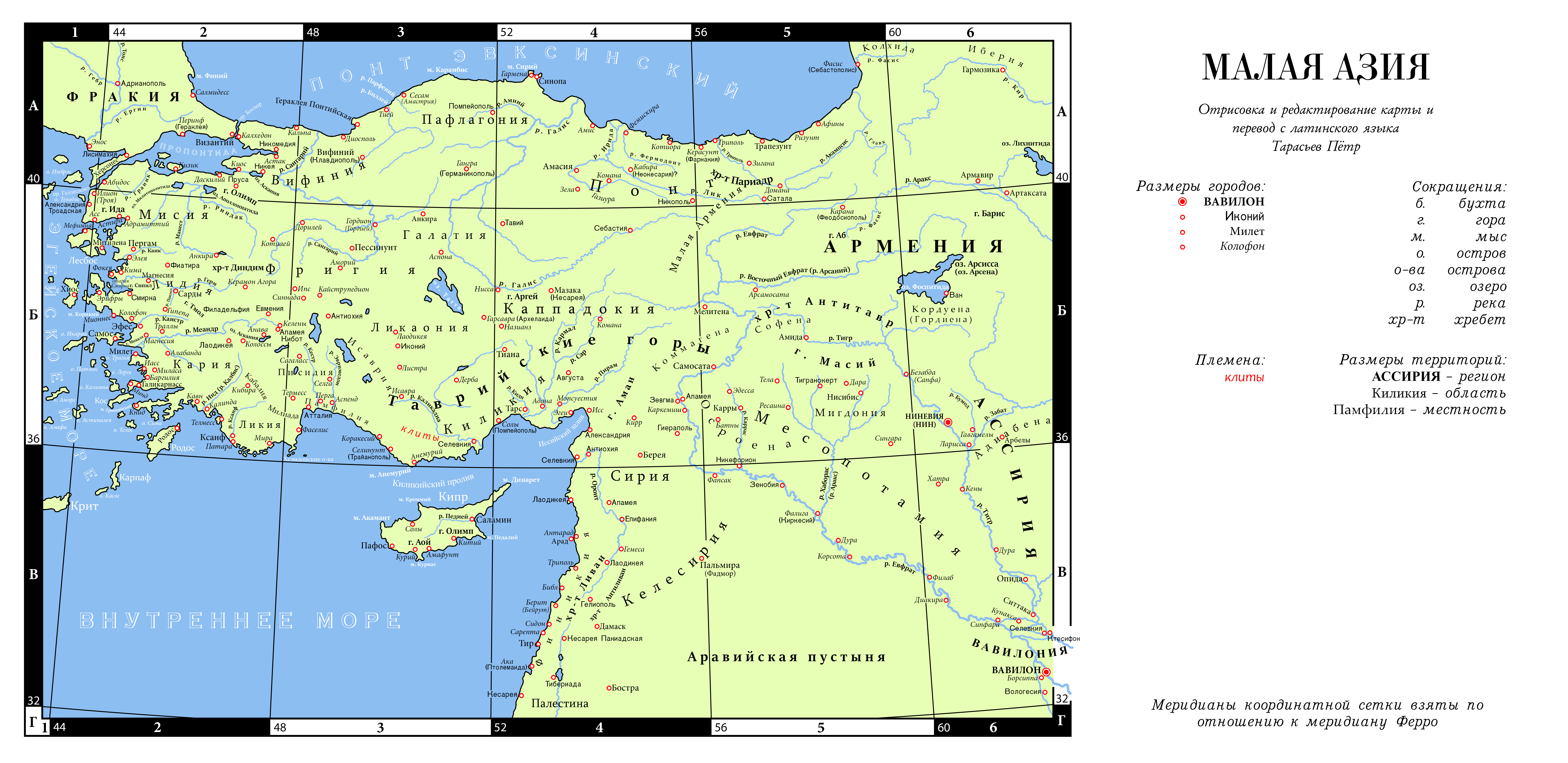
Малая Армения в античности